# Zlata (miasto Prokuplje)
Zlata (cyr. Злата) – wieś w Serbii, w okręgu toplickim, w mieście Prokuplje. W 2011 roku liczyła 136 mieszkańców.